# MTV Video Music Awards/Best Alternative Video
Der MTV Video Music Award for Best Alternative (Music) Video wurde von 1989 bis 1998 im Rahmen der MTV Video Music Awards vergeben. Er richtete sich an Künstler, die im weitesten Sinne zum Alternative Rock gehörten. Das schloss Musikgenres wie Indie, Punk und Grunge ein. Bands dieser Genres wurden nach dem Ende des Awards unter anderem unter Best Rock Video weitergeführt. 2020 kam der Award überraschend zurück.
Von 1989 bis 1990 firmierte der Award unter Best Post-Modern Video, wurde dann aber umbenannt. Nirvana waren die erfolgreichste Band und gewannen zwischen 1992 und 1994 dreimal hintereinander den Preis. Green Day wurde vier Mal nominiert.

## Best Post-Modern Video
| Award | Jahr | Preisträger     | für das Video        | Nominierungen |
| ----- | ---- | --------------- | -------------------- | --- |
| 1.    | 1989 | R.E.M.          | Orange Crush         | - The Cure – Fascination Street - The Escape Club – Wild, Wild West* - Love and Rockets – So Alive - Siouxsie and the Banshees – Peek-a-BooJesus Jones |
| 2.    | 1990 | Sinéad O’Connor | Nothing Compares 2 U | - Depeche Mode – Personal Jesus - Red Hot Chili Peppers – Higher Ground - Tears for Fears – Sowing the Seeds of Love                                   |

## Best Alternative Video
| Award | Jahr | Preisträger                             | für das Video                     | Nominierungen |
| ----- | ---- | --------------------------------------- | --------------------------------- | --- |
| 1.    | 1991 | Jane’s Addiction                        | Been Caught Stealing              | - Jesus Jones – Right Here, Right Now - R.E.M. – Losing My Religion - The Replacements – When It Began |
| 2.    | 1992 | Nirvana                                 | Smells Like Teen Spirit           | - Pearl Jam – Alive - Red Hot Chili Peppers – Give It Away - The Soup Dragons – Divine Thing |
| 3.    | 1993 | Nirvana                                 | In Bloom                          | - 4 Non Blondes – What's Up? - Belly – Feed the Tree - Porno for Pyros – Pets - Stone Temple Pilots – Plush |
| 4.    | 1994 | Nirvana                                 | Heart-Shaped Box                  | - Beck – Loser - Green Day – Longview - The Smashing Pumpkins – Disarm |
| 5.    | 1995 | Weezer                                  | Buddy Holly                       | - The Cranberries – Zombie - Green Day – Basket Case - Hole – Doll Parts - Stone Temple Pilots – Interstate Love Song |
| 6.    | 1996 | The Smashing Pumpkins                   | 1979                              | - Bush – Glycerine - Everclear – Santa Monica - Foo Fighters – Big Me |
| 7.    | 1997 | Sublime                                 | What I Got                        | - Beck – The New Pollution - Blur – Song 2 - Foo Fighters – Monkey Wrench - Nine Inch Nails – The Perfect Drug |
| 8.    | 1998 | Green Day                               | Good Riddance (Time of Your Life) | - Ben Folds Five – Brick - Garbage – Push It - Radiohead – Karma Police - The Verve – Bitter Sweet Symphony |
| 9.    | 2020 | Machine Gun Kelly                       | Bloody Valentine                  | - All Time Low – Some Kind of Disaster - FINNEAS – Let's Fall in Love for the Night - Lana Del Rey – Doin' Time - The 1975 – If You're Too Shy (Let Me Know) - twenty one pilots – Level of Concern                                                                                        |
| 10.   | 2021 | Machine Gun Kelly (featuring Blackbear) | My Ex's Best Friend               | - Bleachers – Stop Making This Hurt - Glass Animals – Heat Waves - Imagine Dragons – Follow You - Twenty One Pilots – Shy Away - Willow (featuring Travis Barker) – Transparent Soul |
| 11.   | 2022 | Måneskin                                | I Wanna Be Your Slave             | - Avril Lavigne (featuring Blackbear) – Love It When You Hate Me - Imagine Dragons and JID – Enemy - Machine Gun Kelly (featuring Willow) – Emo Girl - Panic! at the Disco – Viva Las Vengeance - Twenty One Pilots – Saturday - Willow and Avril Lavigne (featuring Travis Barker) – Grow |
| 12.   | 2023 | Lana Del Rey (featuring Jon Batiste)    | Candy Necklace                    | - Blink-182 – Edging - Boygenius – The Film - Fall Out Boy – Hold Me Like a Grudge - Paramore – This Is Why - Thirty Seconds to Mars – Stuck |